# Launois-sur-Vence
Launois-sur-Vence település Franciaországban, Ardennes megyében. Lakosainak száma 686 fő (2022. január 1.). Launois-sur-Vence Dommery, Jandun, Neuvizy, Thin-le-Moutier és Viel-Saint-Remy községekkel határos.

## Népesség
A település népessége az elmúlt években az alábbi módon változott:
| Lakosok száma | 560  | 532  | 578  | 542  | 682  | 691  | 699  | 686  | 685  | 686  |
|               | 1968 | 1982 | 1990 | 2006 | 2013 | 2015 | 2017 | 2019 | 2020 | 2022 |